# Чино
Чи́но (итал. Cino) — коммуна в Италии, в провинции Сондрио области Ломбардия.
Население составляет 335 человек (2008 г.), плотность населения составляет 67 чел./км². Занимает площадь 5 км². Почтовый индекс — 23010. Телефонный код — 0342.
Покровителем коммуны почитается святой Георгий Победоносец, празднование 23 апреля.

## Демография
Динамика населения: